# Las Vegas Film Critics Society Award Youth in Film
Il Las Vegas Film Critics Society Award Youth in Film è una categoria di premi assegnata da Las Vegas Film Critics Society dal 1999.

## Vincitori

### 1990
- 1999
  - Haley Joel Osment - The Sixth Sense (The Sixth Sense)

### 2000
- 2000
  - Jamie Bell - Billy Elliot
- 2001
  - Dakota Fanning - Mi chiamo Sam (I Am Sam)
- 2002
  - Kieran Culkin - Igby Goes Down
- 2003
  - Evan Rachel Wood - Thirteen - 13 anni (Thirteen)
- 2004
  - Freddie Highmore - Neverland - Un sogno per la vita (Finding Neverland)
- 2005
  - Dakota Fanning - La guerra dei mondi (War of the worlds)
- 2006
  - Abigail Breslin - Little Miss Sunshine
- 2007
  - Ed Sanders (maschile) - Sweeney Todd - Il diabolico barbiere di Fleet Street (Sweeney Todd: The Demon Barber of Fleet Street)
  - Saoirse Ronan (femminile) - Espiazione (Atonement)
- 2008
  - David Kross - The Reader - A voce alta (The Reader)
- 2009
  - Saoirse Ronan - Amabili resti (The Lovely Bones)

### 2010
- 2010
  - Hailee Steinfeld - Il Grinta (True Grit)
- 2011
  - Asa Butterfield - Hugo Cabret (Hugo)
- 2012
  - Suraj Sharma - Vita di Pi (Life of Pi)
- 2013
  - Tye Sheridan - Mud
- 2014
  - Jaeden Lieberher - St. Vincent
- 2015
  - Jacob Tremblay - Room
- 2016
  - Lucas Hedges - Manchester by the Sea
- 2017
  - Brooklynn Prince - Un sogno chiamato Florida (The Florida Project)
- 2018
  - Elsie Fisher (maschile) - Eighth Grade - Terza media (Eighth Grade)
  - Ed Oxenbould (femminile) - Wildlife